# إقليم موروغورو
إقليم موروغورو (بالسواحلية: Mkoa wa Morogoro)‏ هو واحد من 31 إقليم إداري في تنزانيا. تبلغ مساحة الإقليم 70,624 كـم2 (27,268 ميل2). يوازي الإقليم في مساحة الأرض دولة أيرلندا. يحد إقليم موروغورو من الشمال إقليم مانيارا وإقليم تانغا، ومن الشرق إقليمي بواني وليدي، ومن الجنوب إقليم روفوما، ومن الغرب إقليمي إيرينغا نجومبي ودودوما. العاصمة الإقليمية هي بلدية موروغورو. وفقًا للإحصاء الوطني لعام 2012، بلغ عدد سكان الإقليم 2 218 492 نسمة.

## جغرافية
يوجد الإقليم في الجزء الأوسط الشرقي من البر الرئيس لتنزانيا ويقع بين خطي عرض 5 ° 58 'و 10' جنوب خط الاستواء وبين خطي طول 35 ° 25 'و 38 ° 30' شرق غرينتش. تبلغ مساحة إقليم موروغورو 4 623 005 فدان (94 278 400 هكتار)، أو 4.9 بالمائة من مساحة البر الرئيس لتنزانيا. غالبية مساحة الأرض الكلية، 1 772 597 هكتار (38.3 بالمائة)، تتكون من الأراضي الصالحة للزراعة المستخدمة لزراعة المحاصيل. ويتبع ذلك أراضي المراعي التي استحوذت على 371537 هكتارًا (8.0 بالمائة)، وأراضي الغابات التي شكلت 330.277 هكتارًا (7.1 بالمائة) من إجمالي مساحة الإقليم. تغطي المسطحات المائية المساحة المتبقية البالغة 2،140،625 هكتارًا (46.3 بالمائة من إجمالي الأراضي)، حيث توجد أيضًا المستوطنات. سبع أقاليم إضافية تطوقه. تشترك أقاليم موروغورو وتانغا ومانيارا في الحدود الشمالية. تحدها إقليمي روفوما وليدي من الشرق والجنوب الشرقي على التوالي. تحدها مناطق دودوما ونجومبي وإيرينغا من الغرب والجنوب الغربي على التوالي.
تبلغ مساحة إقليم موروغورو 73،039 كيلومترًا مربعًا، وهي مقسمة بين اليابسة (70967 كيلومترًا مربعًا، أو 97.2 بالمائة من المساحة الإجمالية)، والمياه (2073 كيلومترًا مربعًا) أو 2.8 في المائة). اعتبارًا من عام 2012، تعد ولاية أولانجا ‏ أكبر ولاية، وتأتي ولاية ماليي ‏ في المرتبة الثانية بنسبة 17.0 في المائة من إجمالي مساحة الأرض في الإقليم، تليها موروغورو ‏ بنسبة 16.1 في المائة. تأتي ولاية كيلوسا ‏ في المرتبة الأولى بنسبة 18.6 في المائة. كانت بلدية موروغورو ‏ هي الولاية التي تضم أصغر مساحة من الأرض (531 كم 2 أي 10.7 بالمائة)، تليها غايرو (1،851 كم 2 أو 2.5 في المائة). توجد سيناريوهات مختلفة في ولاية كيلوسا وولاية مالينيي وبلدة إيفاكارا وولاية أولانجا وبلدية موروغورو وولاية غيرو، مع تغطية جميع أراضيها بالكامل بالأرض. بينما ولاية مفوميرو (1،882 كم 2) بها أكبر مساحة مائية في المنطقة. في ولاية مليمبا، توجد أصغر مساحة مائية (70 كم 2). حسب المناطق الطبوغرافية والبيئية، تختلف تربة الإقليم.
النوع السائد للتربة في المناطق الجبلية والتلال هو الأوكسيسولات، والتي غالبًا ما تكون فقيرة في النيتروجين والفوسفور. تحدد التربة الطميية، الخصبة بشكل طبيعي الوديان والأراضي المنخفضة. غالبًا ما تحتوي الأراضي الحرجية والمراعي على تربة رملية وطينية. يُنتج عديد المحاصيل، بما في ذلك الذرة، والأرز، والفول، وعديد أنواع الكسافا، والبطاطا الحلوة والدائرية، والقطيفة، والخضروات، وقصب السكر، والسمسم، والكاكاو، والقطن، والكاجو، وما إلى ذلك، في الإقليم بسبب ظروف التربة.
هناك 143 نهرا داخل الإقليم وعبره. يمر عدد من الأنهار والروافد التي تأتي من الجبال بإقليم موروغورو. تشكل العديد من الأنهار التي تتدفق من التلال إلى الأراضي المنخفضة في الوديان نظام الصرف في الإقليم. تعد كيلومبيرو، ورواها الكبير ‏، وامي، ولويغو، وروفو، ونغيرنغيري، ومكاتا، ومكوندوا، ومكيندو عددًا قليلاً من الأنهار المهمة.

### مناخ
يتمتع إقليم موروغورو بمناخ السافانا الاستوائية مع هطول الأمطار بانتظام. في الأراضي المنخفضة، يتراوح متوسط درجة الحرارة السنوية من 18 درجة مئوية إلى 30 درجة مئوية. على مدار العام تقريبًا، يتلقى الإقليم درجات حرارة معتدلة تبلغ حوالي 25 درجة مئوية. عادةً ما يستمر الموسم الأكثر برودة من يوليو إلى سبتمبر. يعاني الإقليم عادةً من نمط هطول أمطار ثنائي الوسائط، مع هطول أمطار طويلة من مارس إلى مايو وأمطار قصيرة من نوفمبر إلى يناير. يتراوح معدل هطول الأمطار السنوي من 600 إلى 1800 ملم.
في حين أن الجوانب المواجهة للريح من جبال أولوغورو ‏ غالبًا ما تظل جافة مع هطول أمطار سنوية أقل من 600 ملم، فإن الأجزاء الشرقية من الجبال تتلقى هطول أمطار غزير للغاية يصل إلى 2850 ملم. تتلقى ولاية غايرو وأقسام مامبويا في شمال ولاية كيلوسا وقسم نغرينغير في ولاية موروغورو أقل هطول للأمطار. سلاسل جبال ماهينج وأودزونغو، التي تتميز بالارتفاع وتشمل محميات كبيرة من الغابات، لها أيضًا تأثير كبير على مناخ الإقليم، لا سيما في ولايتي أولنغا وكيلومبيرو الجنوبية.

## الاقتصاد
تشكل الزراعة والصناعات ذات الصلة الجزء الأكبر من اقتصاد الإقليم. تتمثل الأنشطة الرئيسة في الزراعة على نطاق صغير (إنتاج المحاصيل الغذائية والنقدية من أجل القوت)، وتربية الماشية (في الغالب مع الماشية الأصلية)، والمزارع والعقارات (السيزال والسكر). على الرغم من ذلك، فإن القطاع الحضري المتواضع الرئيس آخذ في التوسع، وتشمل أنشطته الأساسية التصنيع وتقديم الخدمات مثل المكاتب والفنادق والتجارة الصغيرة وصيد الأسماك التقليدي، والذي يتم على طول نهري كيلومبيرو ووامي وكذلك سد ميندو.
تتمتع قرية ليكاند في ولاية أولانغا وماتومبو في ولاية موروغورو الريفية ببعض أنشطة التعدين. ثلاث فئات معدنية مختلفة، بما في ذلك الأحجار الكريمة ومواد البناء (مثل الرمل والحصى والأحجار) والمعادن الصناعية (مثل الحجر الجيري والميكا والغرافيت). القطاع الاقتصادي الرئيس في الإقليم هو الزراعة. يعمل هناك حوالي 80-90 بالمائة من القوى العاملة في إقليم موروغورو.

### الزراعة
القطاع الاقتصادي الرئيس في الإقليم هو الزراعة. ويعمل هناك حوالي 80-90 بالمائة من القوى العاملة في المنطقة. يشارك المزارعون من مختلف الأحجام في الزراعة. إقليم موروغورو هو أيضًا عاصمة الكاكاو في تنزانيا، حيث يزرع 20 بالمائة من المزارعين هناك الكاكاو. يُنتج أكثر من 70.000 ألف طن من حبوب الكاكاو في تنزانيا، تأتي غالبيتها من إقليم موروغورو وتنمو الغالبية العظمى منها عضوياً.
تعتبر حقول السيزال ومزارع الأرز الشاسعة ومزارع السكر في داكاوا في ولاية موروغورو الريفية، ومنغيتا في مليمبا، وكلانجالي في ولاية كيلوسا، أمثلة على مزارع المزارع الصناعية والتجارية الكبيرة. المحصولان الرئيسان للأغذية الأساسية هما الذرة والأرز. تعتبر الذرة الرفيعة والبطاطا الحلوة والفاصوليا والكسافا والدخن والفول السوداني والطماطم والفواكه والخضروات من المحاصيل الغذائية الأخرى التي تزرع في المنطقة. القطن، البن، السيزال، البصل، البذور الزيتية (مثل السمسم وعباد الشمس)، وبعض الكاكاو على طول المنحدرات الجبلية هي المحاصيل الاقتصادية الرئيسة في الإقليم.
تُظهر إحصاءات العمالة حسب الصناعة مدى أهمية الأنشطة الاقتصادية المختلفة من حيث التوظيف. سيكون أكثر من نصف (76 بالمائة) من جميع الوظائف في إقليم موروغورو في قطاع التعليم بين عامي 2016 و2020. يأتي قطاع الصحة في المرتبة الثانية بنسبة 13.2 في المائة، يليه قطاع الزراعة والثروة الحيوانية بنسبة 4.7 في المائة من العمالة، مع وجود 0.8 بالمائة فقط من العمالة في الإقليم في قطاع الموارد الطبيعية أقل نسبة من موظفي الحكومة بنسبة 0.8 في المائة فقط من إجمالي الموظفين في المنطقة لهذه الفترة.:16

### الصناعة
أكثر من 19 شركة متوسطة الحجم وأكثر من 100 صناعة صغيرة تعمل في إقليم موروغورو بين عامي 1988 و1990. في المجموع، وظفت هذه الشركات ما يقرب من 15000 شخص. نظرًا لقضايا التدفق النقدي، والإدارة السيئة، ونقص الأسواق للسلع التامة الصنع، أُغلق العديد من هذه القطاعات أو على وشك القيام بذلك منذ أوائل التسعينيات.
نتيجة لذلك، يُعتقد أن 12000 عامل فقدوا وظائفهم. تشمل هذه الصناعات النسيج، ومعالجة الألياف، وتصنيع المعادن، والسيراميك، ومعالجة الزيوت، والطحن، وتصنيع العربات، ومعالجة الفواكه والخضروات، وغيرها الكثير. بعض الشركات الصناعية الكبرى، مصنع موروغورو 81 للتبغ ، شركة
و موروغورو للمدابغ المحدودة وأحذية موروغورو وMOPROCO. والبعض الآخر كان Mang'ula MMMT، وCanvas Mill، وبوليتاكس، وGunny Bag، وسيراميك، وصناعات كيلوزا للسجاد.
تدعم الصناعات متوسطة الحجم في الإقليم الاقتصاد المحلي وتخلق فرص عمل. كان هناك 206 صناعة متوسطة الحجم مختلفة في إقليم موروغورو اعتبارًا من عام 2020. وتشمل هذهالصناعات إنتاج الأثاث ومعالجة الفواكه والخضروات ومعالجة الأخشاب ومعالجة المياه. كان لدى إقليم موروغورو 31 صناعة واسعة النطاق في عام 2020. استحوذ تصنيع سلع مطاحن الحبوب على النصيب الأكبر من هذه الصناعات (7 ؛ 22.6 بالمائة)، يليه إنتاج الألياف (3 ؛ 9.7 بالمائة)، معالجة السكر (6.5 بالمائة)، ومعالجة الأرز (6.5 بالمائة).

### البنية التحتية
في عام 2020، بلغ طول شبكة الطرق في إقليم موروغورو حوالي 7561.5 كيلومترًا. يتكون الطول الإجمالي لشبكة الطرق من طرق فرعية (3200.5 كيلومتر، 42.3 بالمئة))، وطرق إقليمية / حضرية (2289.7 كيلومترًا، 30.2 بالمائة)، وطرق إقليمية (1221.8 كيلومترًا، 16.2 بالمائة)، و849.4 كيلومترًا من الطرق الرئيسة (11.2 بالمئة). فيما يتعلق بالمجالس، امتلكت ولاية مفوميرو أكبر شبكة طرق (1302 كم؛ 17.2 بالمائة من جميع شبكات الطرق)، وحصلت ولاية كيلوسا في المرتبة الثانية (1402.6 كم؛ 18.5 بالمائة)، وكانت ولاية أولانجا أصغرها (455.4 كم، 5.9 بالمائة).:85 بناءً على موسم الأمطار، فإن 72.4 بالمائة من الطرق في إقليم موروغورو مفتوحة للسفر طوال العام.:86
من بين 7561.5 كيلومترًا من شبكة الطرق في إقليم موروغورو، يمكن عبور 2071.3 كيلومترًا (27.4 في المائة) طوال العام، و3406.4 كيلومترًا (45.0 في المائة) خلال معظم العام، وحوالي 2083.8 كيلومترًا (27.6 في المائة) غير عملية طوال العام. على مستوى الولايات، كان لدى بلدية موروغورو أعلى نسبة من الطرق الصالحة (98.7 بالمائة)، تليها ولاية مفوميرو (88.4 بالمائة)، وبلدة إيفاكارا بنسبة 79.6 بالمائة خلال العام. من بين 7561.5 كيلومترًا من الطرق في إقليم موروغورو، هناك 617.1 كيلومترًا (8.2 بالمائة) معبدة، و889.0 كيلومترًا (11.8 بالمائة) حصوية، و3897 كيلومترًا (51.5 بالمائة) الأخرى ترابية. 20 بالمائة من الشبكة مكونة من طرق معبدة أو مرصوفة بالحصى. يستخدم خط السكك الحديدية الذي يربط إقليم موروغورو بأقاليم موانزا وكيجوما في الغالب لحركة الأشخاص والبضائع. تمكنت محطة موروغورو للسكك الحديدية وحدها من نقل 7435 راكبًا وما يصل إلى 83.680 طنًا من البضائع في عام 2019.

### الاتصالات
ووفقًا للبيانات، فإن 96.4 بالمائة من سكان الإقليم متصلون بشبكة وكالة الطاقة الريفية أو شبكة الكهرباء، وعدد قليل جدًا يستخدم مصادر أخرى.:89 كان لدى إقليم موروغورو 4 خطوط أرضية للهاتف في نهاية عام 2020، و74 محطة تلفزيونية، و160 محطة إذاعية، منها 159 محطة في بلدية موروغورو وواحدة في ولاية أولانجا. بالإضافة إلى ذلك، كان هناك 6 مراكز إنترنت في الإقليم و6 مزودي خدمة اتصالات الهاتف المحمول، وبلغ متوسط تغطيتهم 65.9 بالمائة. كما كانت هناك ثلاثة مكاتب بريد فرعية ومكتب بريد واحد.:87

### الناتج المحلي الإجمالي
وفقًا لأسعار الصرف لعام 2020، كان الناتج المحلي الإجمالي لإقليم موروغورو في عام 2015 هو 4467 مليار شلن تنزاني (TZS)، أو ما يقرب من 1،942 مليون دولار أمريكي. وفقًا لأسعار الصرف الحالية، بلغ الناتج المحلي الإجمالي للإقليم 6،779 مليار شلن تنزاني في عام 2019. ولدت الزراعة 67.7 في المائة من هذا الإجمالي، يليها قطاع الخدمات (17.2 في المائة)، وقطاع الصناعة (15.1 في المائة)، وقطاع البناء.
بالنسبة للأعوام 2015 و2016 و2017 و2018 و2019، قامت إقليم موروغورو، مثل الأقاليم الأخرى في البر الرئيس لتنزانيا، بحساب الناتج المحلي الإجمالي ونصيب الفرد من الناتج المحلي الإجمالي، والذي وصل إلى 4،467،066 (في 2015)، 5،036،705 (في 2016)، 5،497،696 (في 2017) و6،100،388 (في 2018) و6،779،524 (في 2019) مليون شلن تنزاني على التوالي. تقديرات الناتج المحلي الإجمالي لإقليم موروغورو حسب المجلس للأعوام 2015 إلى 2019. في عام 2015، ساهمت بلدية موروغورو بحوالي 19.9 بالمائة من الناتج المحلي الإجمالي للإقليم وكانت الولاية الرائدة في الإقليم، تليها ولاية كيلوسا وولاية أولانجا بمساهمات كل منها 17.7 و16.9 بالمائة. ساهمت ولاية موروغورو بشكل ضئيل للغاية في الناتج المحلي الإجمالي للإقليم خلال ذلك الوقت، فقط 2.2 بالمائة.
ساهمت ولاية كيلوسا بحصة أعلى من الناتج المحلي الإجمالي الإقليمي من 2016 إلى 2019، بنسبة 19.4 بالمائة في عام 2016، و19.3 في عام 2017، و20 في عام 2018، و21.3 في عام 2019. احتلت بلدية موروغورو المرتبة الثانية مع نفس النسب تقريبًا (18.8 بالمائة في عام 2016 و17.4 بالمائة في عام 2019). قدمت ولاية موروغورو أقل مساهمة في الناتج المحلي الإجمالي الإقليمي خلال فترة الخمس سنوات. عند فحص توزيع الاقتصاد الإقليمي، احتلت مدينة ولاية أولانجا وبلدة إيفاكارا وموروغورو Municipal المركزين الأول والثاني، على التوالي، لكل من السنوات الخمس. كان لدى ولاية موروغورو وولاية جايرو ، اللذان تم ترتيبهما 8 و9 على التوالي، أدنى نصيب للفرد من الناتج المحلي الإجمالي. استنادًا إلى متوسط نصيب الفرد من الناتج المحلي الإجمالي الوطني، لوحظ أن إقليم موروغورو كان لديه انخفاض الناتج المحلي الإجمالي للفرد خلال ذلك الوقت، أقل من المتوسط الوطني (2015-2019). ومع ذلك، على مدار الوقت، كان لبعض مجالس الولايات مستويات عالية من الناتج المحلي الإجمالي للفرد أعلى من المتوسط الوطني. كانت هذه الولايات هي بلدة إيفاكارا وبلدية موروغورو وولاية أولانجا.

### الحياة البرية والمحميات
يُشكل إقليم موروغورو 4190663 هكتارا من الأراضي، منها 330277 هكتارا، أو 7.9 في المائة، مغطاة بالغابات. بالإضافة إلى ذلك، تكشف البيانات أن 99.4 بالمائة من الغطاء الحرجي يتكون من محميات غابات طبيعية، بينما 0.6 بالمائة يتكون من مزارع حرجية. مع 3.1 بالمائة من مساحة أراضي الإقليم مغطاة بالغابات، تمتلك ولاية مفوميرو أعلى نسبة، تليها ولاية موروغورو (3.0 بالمائة). المنتزهات الوطنية في الإقليم هي حديقة ميكومي الوطنية ومنتزه جبال أودزونغوا الوطني ‏ ومتنزه نيريري الوطني ‏. تشمل محميات الحياة البرية والطبيعية، محمية غابات ليغانغا ومحميات غابات أولوغورو ومكينغو.

## السكان
إقليم موروغورو هي موطن الأجداد للمجموعات التالية: لوغورو، نغولو، كوتو، ساجارا، فيدوندا، كاجورو، مبونجا، ندامبا، بوجورو ونجيندو.
وفقًا لتعداد السكان والمساكن لعام 2012، كان هناك ما يقرب من 2.2 مليون شخص يعيشون في إقليم موروغورو في عام 2012. ومن هذا العدد، يعيش 28.7 بالمائة (أو 0.6 مليون) في المناطق الحضرية، ويعيش 71.3 بالمائة (أو 1.5 مليون) في المناطق الريفية. بالإضافة إلى ذلك، وفقًا لبيانات وتوقعات التعداد لعام 2020، نما عدد سكان إقليم موروغورو بوتيرة سنوية تبلغ 3.0 بالمائة من 2012 إلى 2020. بينما بلغ معدل النمو السكاني في المناطق الحضرية 2.9 في المائة، كان 2.1 في المائة فقط في المناطق الريفية.
على مستوى الولاية، تعد ولاية كيلوسا المجلس الأكثر اكتظاظًا بالسكان في الإقليم حيث يبلغ عدد سكانها 438175 فردًا في عام 2012 و538.755 فردًا (التوقعات السكانية لعام 2020). بلدية موروغورو هي ثاني أكبر مجلس من حيث عدد السكان، حيث بلغ عدد سكانها 315،866 فردًا في عام 2012 و394،528 فردًا (التوقعات السكانية لعام 2020). كان لكل من ولاية مالينيي وولاية أولانجا 114،202 و151،001 شخصًا كحد أدنى لعدد السكان في كل منهما في عام 2012. وفقًا للتوقعات السكانية لعام 2020، سيكون لديهم 142،753 و188،751 نسمة على التوالي.
بين عامي 2012 و2020، تغير سكان إقليم موروغورو بنسبة 23.7 في المائة بشكل عام. على مستوى الولايات، شهدت بلدية موروغورو (24.9 بالمائة) وولاية مفوميرو وولاية كيلوسا أكبر تغير سكاني، حيث بلغ إجمالي التغيير 31.8 بالمائة (22.3 بالمائة). التغيير السكاني في المدينة (موروغورو Municipal) ناتج عن التدفق الكبير للأشخاص الذين ينتقلون إلى هناك للعمل ولأغراض رسمية أخرى، بينما في ولايتي Kilosa وMvomero، يحدث هذا بسبب المهاجرين  سوكوما رعاة الماشية يبحثون عن المراعي والفرص الزراعية. شهدت ولاية مالينيي أصغر نمو سكاني، عند حوالي 9.0 في المائة. في إقليم موروغورو، كان هناك 48 شخصًا لكل كيلومتر مربع في عام 2012 و59 شخصًا لكل كيلومتر مربع في عام 2020.
يعدمجلس بلدية موروغورو أعلى كثافة سكانية في المنطقة بوجود 743 شخصًا لكل كيلومتر مربع في عام 2020. ارتفع هذا العدد من 594 لكل كيلومتر مربع في عام 2012. مع كثافة سكانية تبلغ 239 شخصًا لكل كيلومتر مربع في عام 2020، ارتفاعًا من 129 شخصًا لكل كيلومتر مربع في عام 2012، تُعد بلدة إيفاكارا ثاني أكثر المجالس كثافة سكانية في المنطقة. مع كثافة سكانية تبلغ 130 شخصًا لكل كيلومتر مربع في عام 2020، ارتفاعًا من 104 أشخاص لكل كيلومتر مربع في عام 2012، تعد ولاية غايرو ثالث أكثر المجالس كثافة سكانية في المنطقة. كان لدى ولاية ماليني أقل كثافة سكانية، حيث لم يكن هناك سوى 11 شخصًا لكل كيلومتر مربع في عام 2012 و14 شخصًا في عام 2020.

## التقسيمات الإدارية
اعتبارًا من عام 2020، قُسم إقليم موروغورو إداريًا إلى 9 مجالس ولائية: ولاية كيلوسا، وولاية أولانجا، وولاية موروغورو، وبلدية موروغورو، وولاية مفوميرو، وولاية غيرو، وبلدة إيفاكارا، وولاية مالينيي، وولاية مليمبا. يتكون الإقليم من 32 قسم و214 جناحًا و669 قرية و365 ميتا و3389 قرية صغيرة. هناك 11 دائرة انتخابية في الإقليم.

### الولايات
إقليم موروغورو مقسمة إلى سبع ولايات، يدير كل منها مجلس اعتبارًا من عام 2012:
| </img>  | ولاية غايرو ‏            | 193،011   |
| </img>  | بلدة إيفاكارا ‏          | غير متاح  |
| </img>  | ولاية كيلومبيرو ‏        | 407،880   |
| </img>  | ولاية كيلوسا ‏           | 438175    |
| </img>  | ولاية مالينيي ‏          | 114202    |
| </img>  | ولاية موروغورو الريفية ‏ | 286248    |
| </img>  | بلدية موروغورو ‏         | 315.866   |
| </img>  | ولاية مفوميرو ‏          | 312109    |
| </img>  | ولاية أولانجا ‏          | 151.001   |
| المجموع |                         | 2،218،492 |

### الدوائر الانتخابية
بالنسبة للانتخابات البرلمانية، تنقسم تنزانيا إلى دوائر انتخابية. اعتبارًا من انتخابات 2010، ضمت إقليم موروغورو عشر دوائر انتخابية:

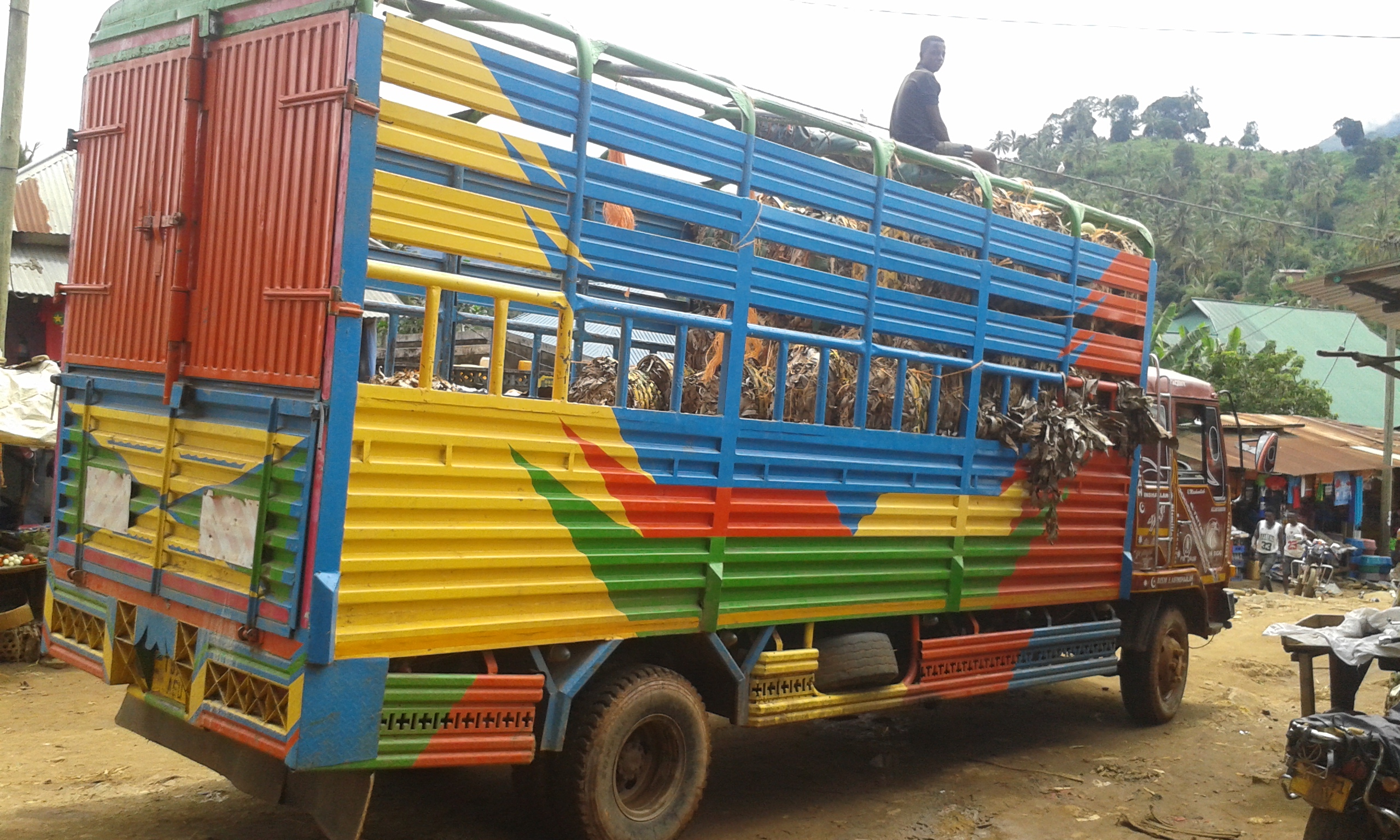
شاحنة في قرية بالقرب من موروغورو.

- دائرة غايرو
- دائرة كيلومبيرو
- دائرة الكيلوسا
- دائرة ميكيمي
- دائرة موروغورو-جنوب-شرق
- دائرة موروغورو الجنوبية
- دائرة موروغورو الحضرية
- دائرة مفوميرو
- دائرة أولانجا الغربية
- دائرة أولانجا الشرقية

## الصحة والتعليم
كان هناك ما مجموعه 381 مستوصفًا في إقليم موروغورو، منها 277 مستوصفًا عامًا و104 مستوصفًا خاصًا. في عام 2020، كان لدى ولاية مالينيي أقل عدد من المستوصفات (15)، بينما كان لدى ولاية موروغورو أكبر عدد من المراكز الصحية (71) تليها ولاية كيلوسا (67). بالإضافة إلى ذلك، كان هناك 53 مرفقًا صحيًا في المنطقة، منها 18 منشأة خاصة و35 عامة. كان لدى المجلس 18 مستشفى في المجموع، 9 منها عامة و9 خاصة. توجد معظم المستوصفات في ولاية مليمبا (19)، تليها ولاية أولانجا (18) وولاية موروغورو (15). وفقًا لبيانات البلديات، لن يكون في المنطقة أي مستشفيات أو مرافق صحية جديدة بين عامي 2017 و2020. يوجد بالإقليم مستشفي إحالة، مستشفى الإحالة سانت فرانسيس (إيفاكارا) ومستشفى موروغورو للإحالة (موروغورو) مع قسم رعاية العيون.
يوجد في إقليم موروغورو عدد من الجامعات، بما في ذلك جامعة الزراعة سوكوين ‏، والكلية الجامعية الأردنية، وجامعة موروغورو الإسلامية، وجامعة مزومبي. هناك أيضًا كليات مثل كلية موروغورو للمعلمين وكلية داكاوا للمعلمين وكلية لاند. في عام 2017، كان هناك 872 فصلاً دراسيًا لمرحلة ما قبل الابتدائي في إقليم موروغورو، 823 (94.4 بالمائة) عمومية، و49 (5.6 بالمائة) لأصحاب القطاع الخاص. ارتفع معدل الالتحاق بالمدارس ما قبل الابتدائية إلى 833 في عام 2019 (ارتفاع بنسبة 1.2 بالمائة)، منها 822 (93.2 بالمائة) مدارس حكومية و61 (6.8 بالمائة) مدارس خاصة. على مستوى المجلس، كان لدى ولاية موروغورو أكبر عدد من المدارس التمهيدية في عام 2019 بعدد 159 (157 عام و2 خاصين)، تليها ولاية كيلوسا بـ 154 (148 عامة و6 خاصة)، ولاية مفوميرو مع 144 (143 عامة و3 خاص)، وولاية مالينيي مع 35 (35 عام وليس خاصًا).
كان هناك 58 مدرسة ثانوية خاصة و180 مدرسة عامة في الإقليم في عام 2016. في عام 2019، كان هناك 64 مدرسة خاصة و182 مدرسة عامة، بزيادة. من الناحية النسبية، يوجد في ولاية مالينيي أقل عدد من المدارس الثانوية بشكل عام في عام 2019 (39 عامة و4 خاصة)، تليها ولاية موروغورو (27 عامة و2 خاصة)، وولاية كيلوسا (39 عامة و4 خاصة). كانت هناك 10 مكتبات فقط في المنطقة في عام 2020. بالإضافة إلى ذلك، احتاج الإقليم إلى 162 مكتبة، مما أدى إلى نقص 152.0 (93.8 بالمائة). باستثناء ولاية كيلوسا، التي لديها ست مكتبات في المدارس الثانوية العامة في عام 2020، تليها ولاية أولانجا بثلاث، وولاية مفوميرو بواحدة، فإن غالبية المجالس في الإقليم تفتقر إلى مثل هذه المرافق.

## الروابط الخارجية
- Official website